# 마라톤 전투
마라톤 전투는 기원전 490년 제1차 그리스-페르시아 전쟁 당시 아테네의 칼리마코스와 밀티아데스가 지휘하는 아테네군이 마라톤 평원에서 페르시아군을 무찌른 전투로, 이 전투에서 올림픽 경기의 마라톤 경주가 유래되었다.

## 배경
그리스는 기원전 6세기 이래 번영을 구가해 왔으며, 소아시아에 식민지를 갖고 있었다. 한편 동방에서는 페르시아가 통일제국을 형성하여 팽창정책을 추구하고 있었기에 이 양대 세력의 대결은 불가피해졌고, 3차에 걸친 페르시아 전쟁(기원전 492 ~ 479)으로 구체화되기에 이르렀다.
원래 페르시아군은 아테네의 서남부에 상륙한 이유는 두 가지 이유가 있다. 첫 번째로는 정치적인 이유이다. 아테네에 곧바로 상륙할 경우, 그리스 동맹국가들의 강력한 저항에 부딛힐 것이 예상되었다. 이에 페르시아는 마라톤에 상륙함으로써, 막강한 군대의 규모를 보여주고, 이에 따른 반응으로 그리스 동맹간의 이견 차이(전쟁이나 항복이냐)에 대한 내부갈등을 일으켜 분열을 유도하여 전쟁을 쉽게 끝내고자 함에 있었다.
두 번째로는 군사적인 이유이다. 그리스의 주병력은 팔랑크스라는 중무장한 밀집 보병형태였기 때문에 움직임이 둔하였으나 충격력은 강력하였다. 페르시아 군대는 경무장한 보병들과 경기병 위주로 이루어져 있었기 때문에 넓은 평야에서 싸움을 하는 것이 유리하였기 때문에 마라톤 평야를 선택한 것이었다. 이렇게 보았을 때, 전투를 자신이 원하는 장소와 시간에서 우월한 병력을 가지고 싸움을 강제한 쪽은 페르시아였기에 많은 유리함을 지니고 있었다.
당시 기원전 492년 페르시아의 제1차 그리스-페르시아 전쟁이 실패로 끝난 뒤 다리우스 1세는 다시 군대를 이끌고 그리스를 공격한다. 페르시아가 침략하자 아테네에서는 군대를 소집해 장군 10명을 1일씩 돌아가며 지휘를 맡도록 한다
그러나 페르시아군을 먼저 공격하자는 쪽과 적의 공격을 기다리자는 의견이 팽팽히 맞섰고, 마침내 문관 칼리마코스가 공격을 주장해 문제가 타결되고, 아테네는 1만 명과 플라타이아이인 1000명을 이끌고 출병한다.

## 전투 과정
아테네군은 넓은 평야에서 최강의 페르시아 기병대와 싸워 이기라고는 기대하지 않았다. 언덕에서 주둔한 아테네군과 평원에 상륙한 페르시아군은 며칠을 대치한다. 식량이 조금씩 고갈되어가던 페르시아군은 기병 5천명과 보병 5천명을 배에 태워 비어있는 아테네를 공격하기로 한다. 이 사실을 알아챈 총사령관 밀티아데스가 병력이 줄어든 페르시아 군대를 공격한다.
1만 1000명의 아테네군과 플라타이아이인은 1만 5000명의 페르시아군 주력 부대를 중앙으로 유인해 포위했다. 거의 완전 포위된 페르시아군은 전사자만 6400명에 달했다.

## 같이 보기
- 마라톤 (그리스)
- 마라톤